# Кашіас-ду-Сул
Кашіас-ду-Сул (порт. Caxias do Sul) — муніципалітет у  Бразилії у штаті Ріу-Гранді-ду-Сул. Складова частина мезорегіону  Північний схід штату Ріу-Гранді-ду-Сул. Входить в економіко-статистичний мікрорегіон  Кашіас-ду-Сул і міську агломерацію Серра-Гауш. Населення становить 399 038 чоловік на 2007 рік і 463 501 людей на 2022 рік. Займає площу 1652,320 км². Щільність населення — 280,52 чол./км². Свято міста — 20 червня.

## Історія
Місто засноване 20 червня 1890 року.

## Географія
Клімат місцевості: субтропічний. Відповідно до класифікацією Кеппена, клімат відноситься до категорії Cfb.

## Економіка
- Валовий внутрішній продукт на 2005 становить 8 422 381 млн  реалів (дані: Бразильський інститут географії та статистики).
- Валовий внутрішній продукт на душу населення на 2005 становить 20 838,00  реалів (дані: Бразильський інститут географії та статистики).
- Індекс розвитку людського потенціалу на 2000 становить 0,857 (дані: Програма розвитку ООН).

## Відомі люди
- Лукас Брамбілла (* 1995) — бразильський футболіст, півзахисник.

## Галерея

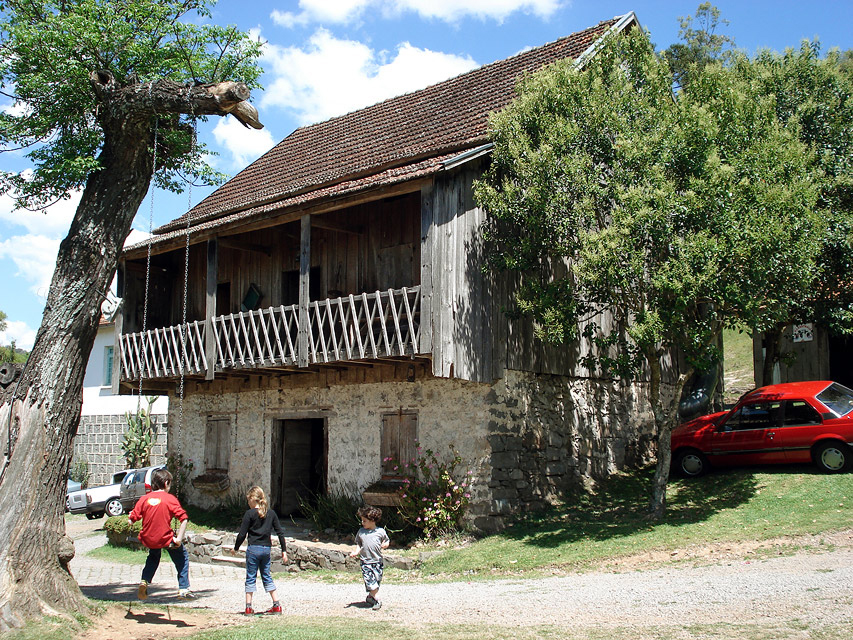
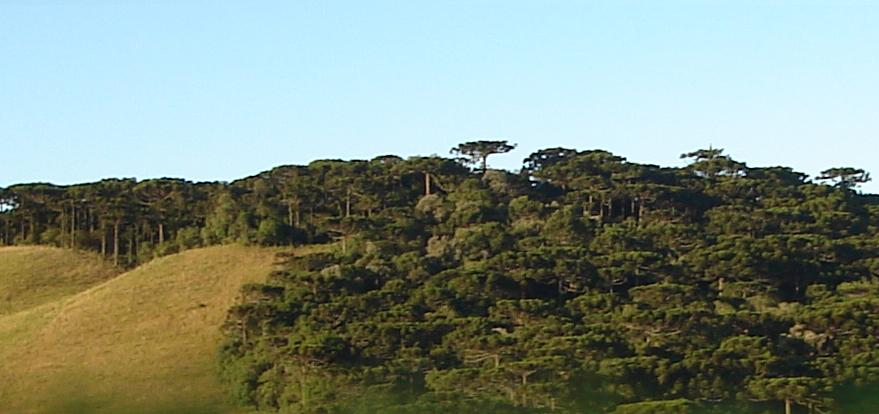
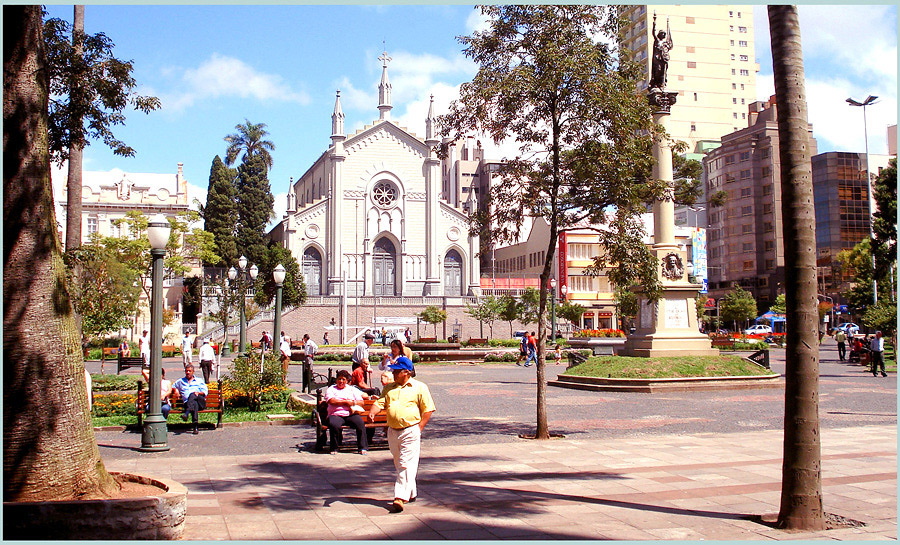
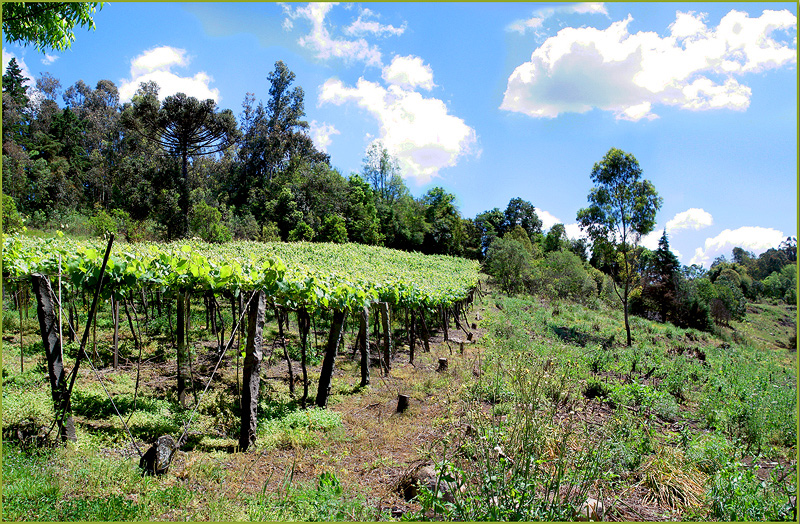
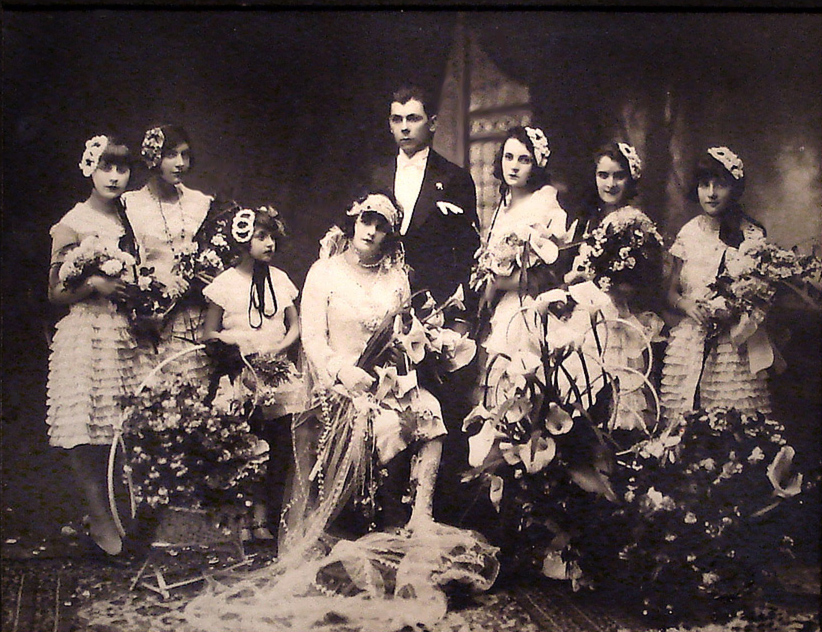
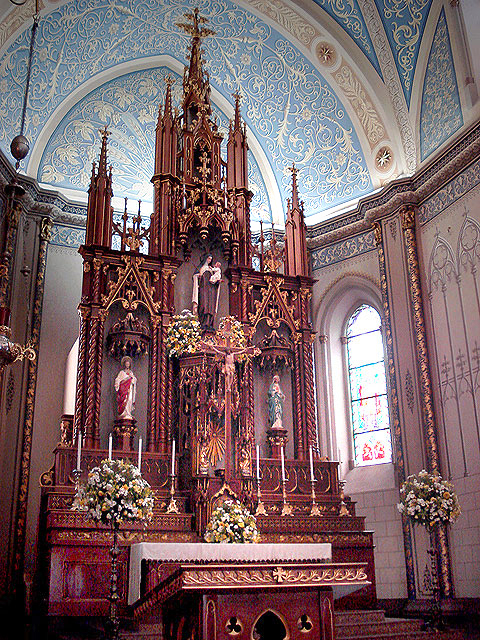
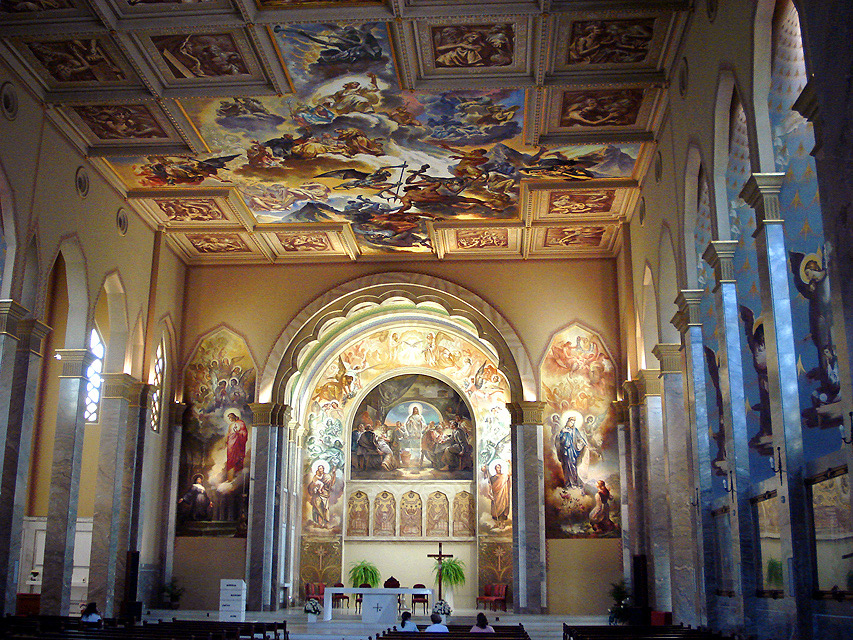
Собор
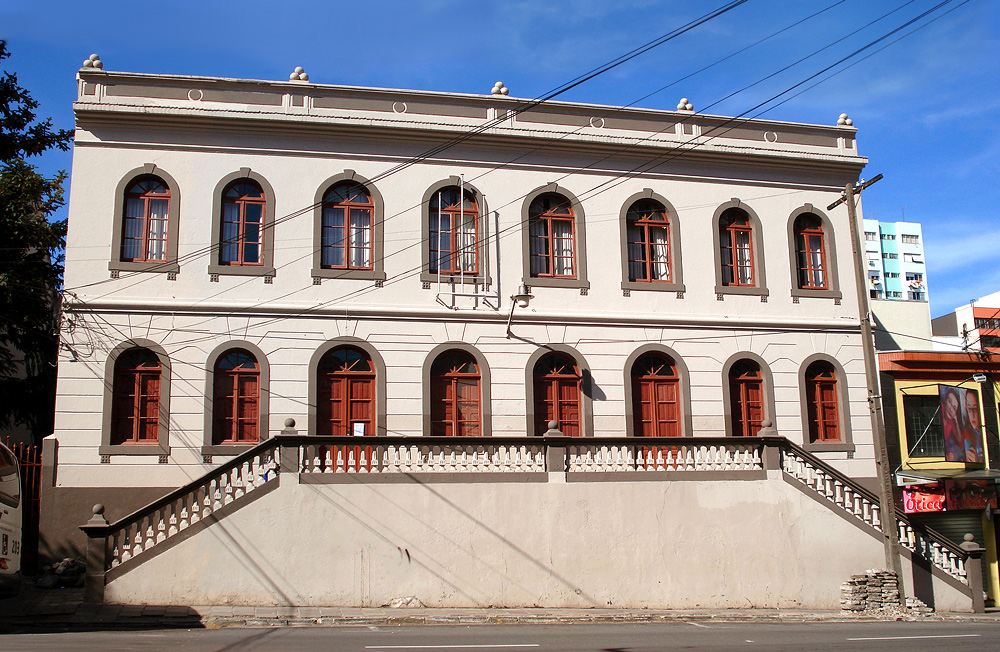
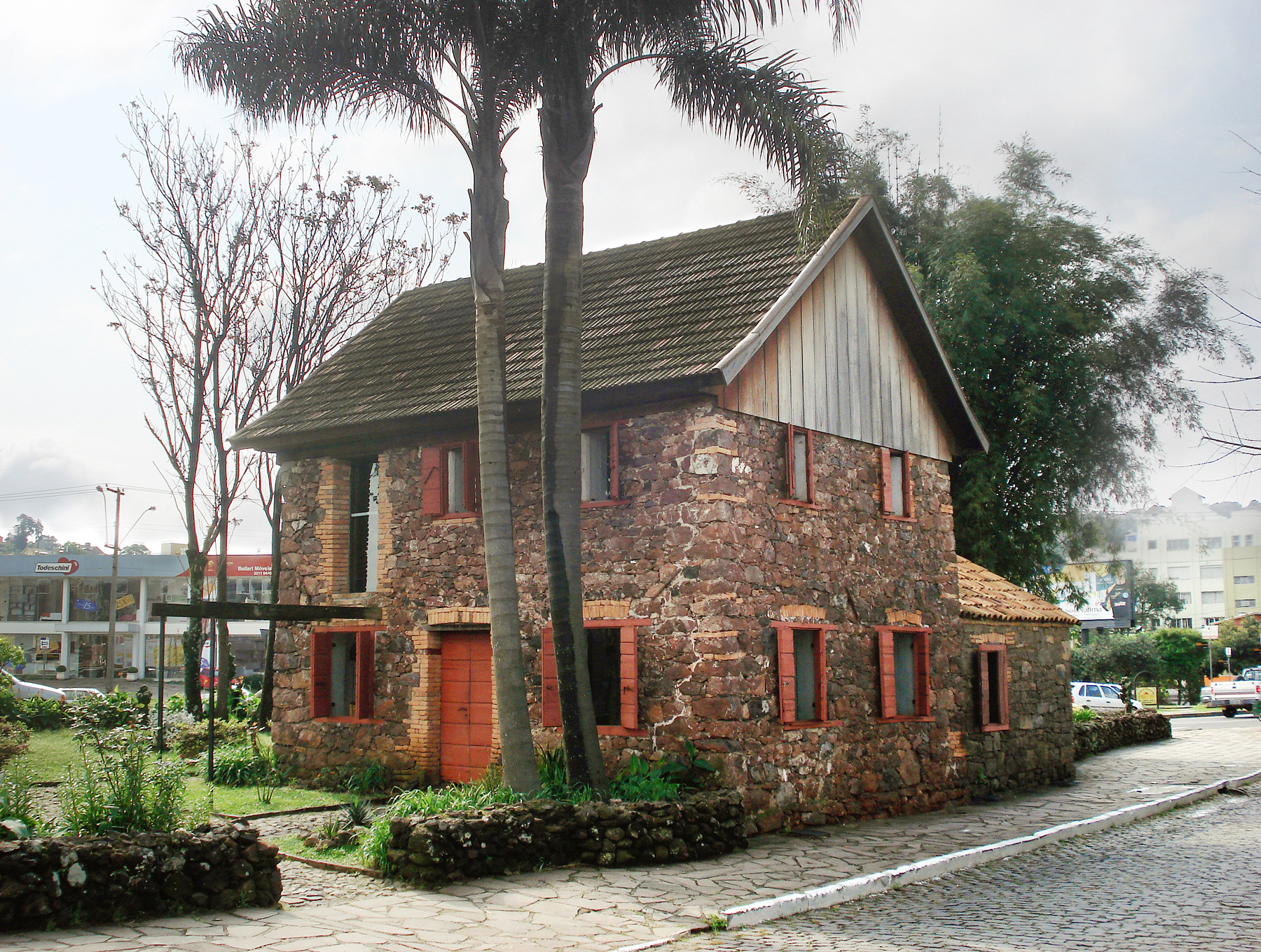
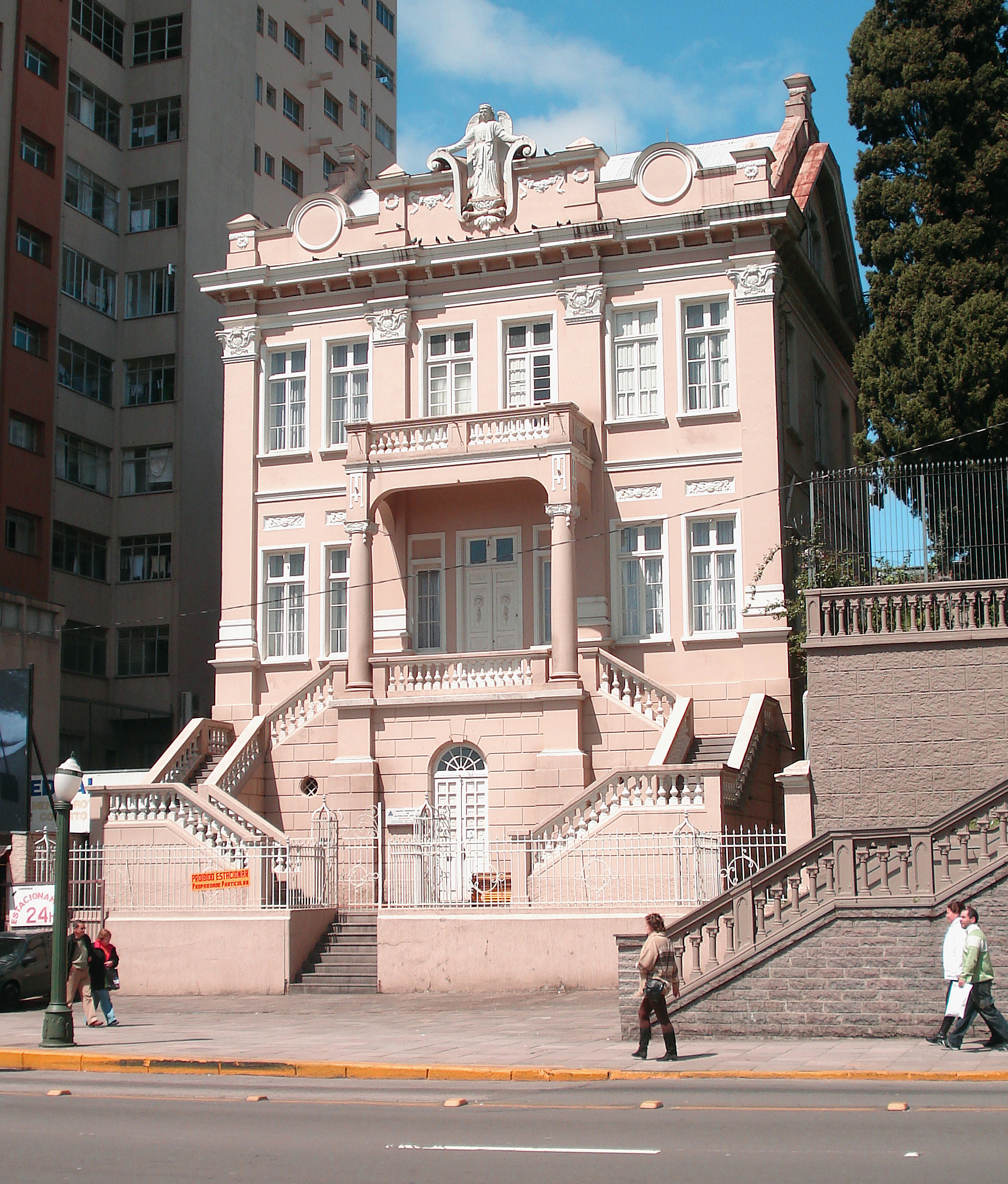
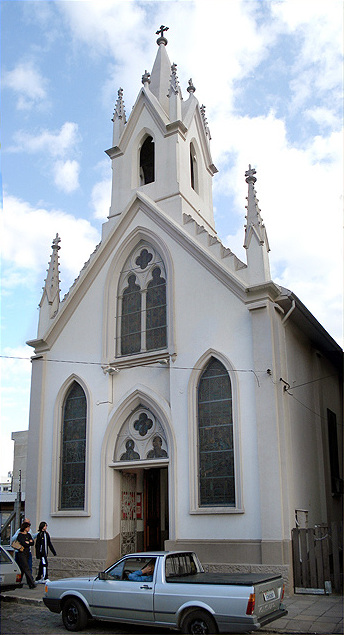